# Isaak Blum
Isaak Blum, auch Isaac Blum (* 11. April 1833 in Diersburg; † 25. April 1903 in Frankfurt am Main) war ein deutscher Pädagoge und Naturwissenschaftler.

## Leben
Isaak Blum ging von 1839 bis 1844 in die Elementarschule der Jüdischen Gemeinde Diersburg. Im Alter von elf Jahren kam er in die Tora-Schule in Schirrhofen (heute Schirrhoffen) im Elsass, besuchte danach in Breisach am Rhein die Höhere Schule (Oberschule) und nahm – da seine Eltern nicht das Schulgeld für das Lyzeum (Gymnasium) in Freiburg aufbringen konnten – ab April 1848 Privatunterricht beim Lehrer und Pfarrer seines Heimatdorfes. Nach bestandenem Examen absolvierte er 1849 für zwei Jahre in Karlsruhe das evangelische Lehrerseminar (heute Pädagogische Hochschule Karlsruhe). Im April 1851 trat er eine freigewordene Stelle als dritter Lehrer an der israelitischen Gemeindeschule in Karlsruhe an; nebenbei erlernte er in dieser Zeit Französisch, Englisch und bildete sich naturwissenschaftlich weiter.
Im Oktober 1855 übersiedelte er nach Frankfurt am Main und begann im April 1856 als Schulmeister am Philanthropin (Realgymnasium der Israelitischen Gemeinde) zu unterrichten. Anfänglich in den unteren Klassen und als Französischlehrer tätig, wo er die veraltete Buchstabiermethode durch das Schreiblesen ersetzte, erhielt er 1860 eine ordentliche Lehrerstelle. Nebenher engagierte er sich zunächst in der frühen Turnbewegung, interessierte sich jedoch zunehmend für Naturwissenschaften. Unterstützt vom damaligen Direktor des Philanthropins, Hermann Baerwald, besuchte Blum Vorlesungen von Rudolf Christian Böttger, Gustav Lucae (1814–1885), Fritz Noll, Hermann Theodor Geyler (1835–1889), Karl von Fritsch und anderen, arbeitete mehrere Jahre im chemischen Laboratorium von Julius Löwe beim Physikalischen Verein und legte eine Mineraliensammlung an. Bald wurde Blum zum angesehenen Oberlehrer befördert und ihm der naturwissenschaftliche Unterricht in den höheren Klassen des Philanthropins übertragen.
1868 wurde er als Mitglied der Senckenbergischen Naturwissenschaftlichen Gesellschaft (SNG) aufgenommen (ab 1870 als „arbeitendes Mitglied“). Er wurde mehrfach, jeweils für eine Zweijahresperiode, in die Direktion gewählt (1873/74 und 1885/86 war er Erster Sekretär, 1890/91 Zweiter Direktor). In drei Zweijahresperioden (1893/94, 1897/98 und 1901/02) war er deren Erster Direktor, somit auch Leiter des der SNG zugeordneten Naturmuseums Senckenberg. Außerdem war er langjährig in verschiedenen Kommissionen der SNG tätig. 1889 übernahm er die Leitung der Sektion Botanik der SNG. Er war daneben in weiteren naturwissenschaftlichen Vereinigungen Frankfurts aktiv, so beim Physikalischen Verein und dem Verein für naturwissenschaftliche Unterhaltung.
Blum veröffentlichte zahlreiche naturkundliche Schriften zu Flora und Fauna. Bekannt wurde insbesondere seine Abhandlung über die Verbreitung der Kreuzotter in Deutschland.
Isaak Blums Sohn Ferdinand Blum (1865–1959), der Mediziner und ebenfalls Biologe war, hat 1893 die gewebehärtenden und antiseptischen Eigenschaften von Formaldehyd (die wässrige Lösung wurde je nach Hersteller Formol, Formalin oder Formalose genannt) und damit seine Eignung zur Anfertigung von Präparaten entdeckt, weiter untersucht und seine Forschungsergebnisse in primär medizinischen Zeitschriften publiziert, weshalb er heute als derjenige angesehen wird, der dieses Mittel in die Praxis einführte. Zeitgleich schlug Isaak Blum in biologischen Fachkreisen vor Formol zu Konservierungszwecken zu verwenden. Seit der Forschungen beider Blums nimmt Formaldehyd als Konservierungsmittel eine dominierende Rolle in der Anatomie, Biologie, Pathologie und in der Veterinärmedizin ein.

## Ehrungen
1903 wurde Isaak Blum „Ewiges Mitglied“ der SNG. Freunde und Schüler Blums stifteten nach seinem Tod dem Senckenberg-Museum eine vom Frankfurter Bildhauer Franz Krüger (1849–1912) geschaffene Marmorbüste. Die Gemeinde Diersburg (heute Teil der Gemeinde Hohberg im Ortenaukreis) benannte 2005 eine Straße nach ihm.
Nach Isaak Blum wurden verschiedene Tierarten benannt: Vertigo blumi (eine fossile Molluskenart), Xenia blumi (eine Weichkoralle aus der Familie der Alcyonacae) und Echiniscus blumii (eine Bärtierchenart).

## Schriften
(Auswahl)
- Die Kreuzotter und ihre Verbreitung in Deutschland. In: Abhandlungen der Senckenbergischen Naturforschenden Gesellschaft, Bd. 15 (1888), H. 3, S. 121–277. Auch als Sonderdruck: Abhandlungen der Senckenbergischen Naturforschenden Gesellschaft, Band 135. Kramer, Frankfurt am Main 1888.
- Der Rechneigraben in den städtischen Anlagen zu Frankfurt am Main in botanischer Beziehung. In: Real- und Volksschule der Israelitischen Gemeinde: Schulprogramm. Wohlfahrt, Frankfurt a. M. 1880, S. 3–40.
- Die Pyramideneiche bei Harreshausen (Grossherzogtum Hessen). In: Bericht über die Senckenbergische naturforschende Gesellschaft in Frankfurt am Main, 1895, S. 92–102.
- Die zweizeilige Sumpfcypresse am Rechneigraben in Frankfurt a. M. In: Bericht der Senckenbergischen Naturforschenden Gesellschaft in Frankfurt a. M. Knauer, Frankfurt a. M. 1898, S. 72–80.
- zusammen mit Wilhelm Jännicke: Botanischer Fuehrer durch die staedtischen Anlagen in Frankfurt am Main: Promenaden und Nizza in Frankfurt am Main (mit 7 Planskizzen). Mahlau & Waldschmidt, Frankfurt a. M. 1892.
- (Zusammenstellung): Wissenschaftliche Veröffentlichungen (1826–1897) der Senckenbergischen Naturforschenden Gesellschaft. In: Bericht über die Senckenbergische Naturforschende Gesellschaft. Knauer, Frankfurt am Main 1897, S. 23–80.
- Die Botanik in Frankfurt a. M., insbesondere ihre Pflege durch das Senckenbergianum. In: Bericht der Senckenbergischen Naturforschenden Gesellschaft, 1901, S. 3–38.
- Formol als Conservirungsflüssigkeit. In: Zoologischer Anzeiger, Bd. 16 (1893), S. 450 (auch in: Berichte über die Senckenbergische naturforschende Gesellschaft in Frankfurt a. M., 1896, S. 285, sowie als Sonderdruck veröffentlicht).
- Ferdinand Blum (Hrsg.): Aus meines Vaters Liederbuch. Weisbrod, Frankfurt a. M. 1904.